# Víctor Rojas Herrera
Víctor Eduardo Rojas Herrera es un policía retirado peruano. Fue ministro del Interior desde el 21 de diciembre de 2022 hasta el 13 de enero de 2023 durante el gobierno de Dina Boluarte.

## Biografía

### Policía
Ostenta el grado de general de la Policía Nacional, en situación de retiro. 
Fue jefe de la XI Dirección Territorial de la Policía (Dirtepol) Arequipa.

### Trayectoria
Trabajó en la Superintendencia Nacional de Control de Servicios de Seguridad, Armas, Municiones y Explosivos de Uso Civil (Sucamec), donde ocupó los cargos de gerente de Control y Fiscalización e intendente de la Intendencia IV - Oriente.

### Ministro de Estado
El 21 de diciembre de 2022, fue nombrado y posesionado por la presidenta Dina Boluarte, como ministro del Interior del Perú. Mantuvo este cargo, hasta el 13 de enero de 2023.